# Faculté-de-Pharmacie (metropolitana di Tolosa)
Faculté-de-Pharmacie è una stazione della metropolitana di Tolosa, inaugurata il 30 giugno 2007. È dotata di una banchina a 9 porte e perciò non può accogliere treni composti da più di due vetture.

## Architettura
L'opera all'interno della stazione è stata realizzata da Didier Mencoboni. Essa è composta da palle di vetro colorate e disposte su un muro, in maniera precisa e regolare, al fine di assomigliare a molecole e fiori, simboli dell'universo scientifico. Il tutto è per simboleggiare il centro di studi universitari di Rangueil situato nelle vicinanze.

## Servizi
La stazione dispone di:
- Biglietteria automatica
- Scale mobili